# Jüdischer Friedhof (Süchteln)

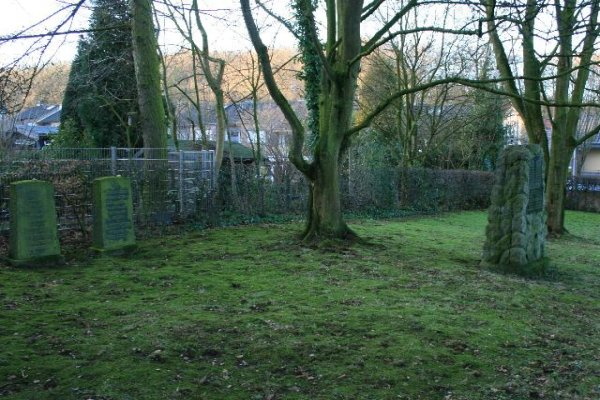
Jüdischer Friedhof Süchteln (2009)

Der Jüdische Friedhof Süchteln befindet sich im Stadtteil Süchteln der Stadt Viersen im Kreis Viersen in Nordrhein-Westfalen.
Auf dem Friedhof am Heidweg (Eingang neben dem Haus 96/98), der von 1749 bis 1931 belegt wurde, befinden sind sechs Grabsteine.